# بومپا بوم
بومپا بوم (به لاتین: Bumhpa Bum) یک کوه در میانمار است که در ایالت کاچین واقع شده‌است. بومپا بوم ۳٬۴۱۱ متر بالاتر از سطح دریا واقع شده‌است.